# Chiesa di San Giorgio (Colorno)
La chiesa di San Giorgio è un luogo di culto cattolico dalle forme barocche situato in via Sacca a Sacca, frazione di Colorno, in provincia e diocesi di Parma; è sede di una parrocchia compresa nella zona pastorale della Bassa.

## Storia
Un atto del 1140 e la pergamena delle decime del 1230 attestano l'esistenza di una prima chiesa a Sacca alle dipendenze dell'abbazia di San Giovanni Evangelista di Parma.
Agli inizi del 1700 la chiesa venne resa inagibile da un'inondazione del Po. Nel 1751 iniziò la costruzione della chiesa attuale che fu terminata nel 1779.
Nel 1903 fu sopraelevato il campanile nelle forme attuali. Seguirono un restauro nel 1928 e la decorazione dell'abside nel 1948. Nel 1951 subì l'inondazione del Po che causò la perdita degli arredi interni. Nel 1957 furono ripristinati l'altare maggiore e la balaustra del presbiterio.

## Descrizione
La chiesa si sviluppa su pianta rettangolare a navate unica, con l'ingresso rivolto a ovest e presbiterio absidato a est.

### Esterno

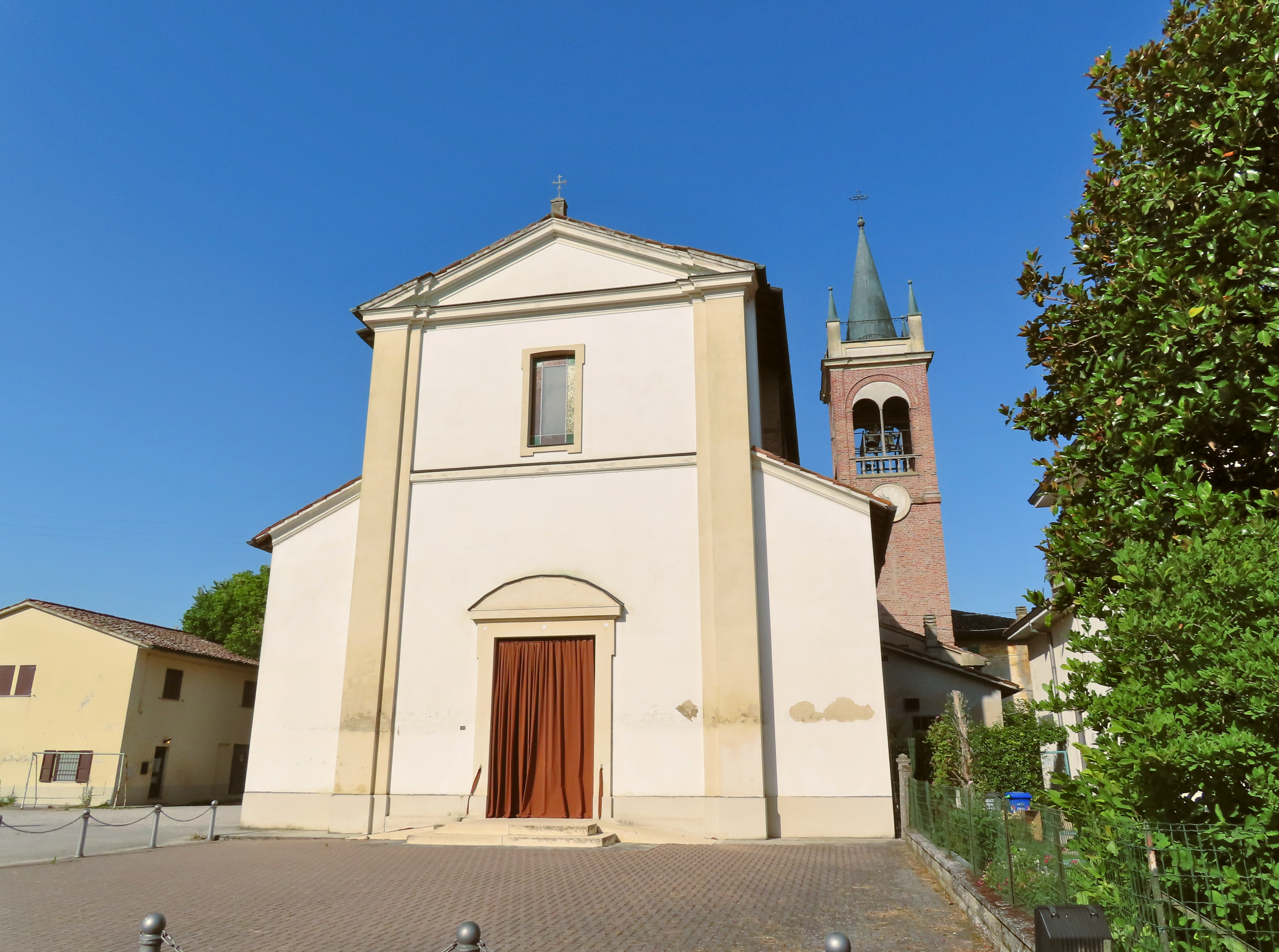
Facciata

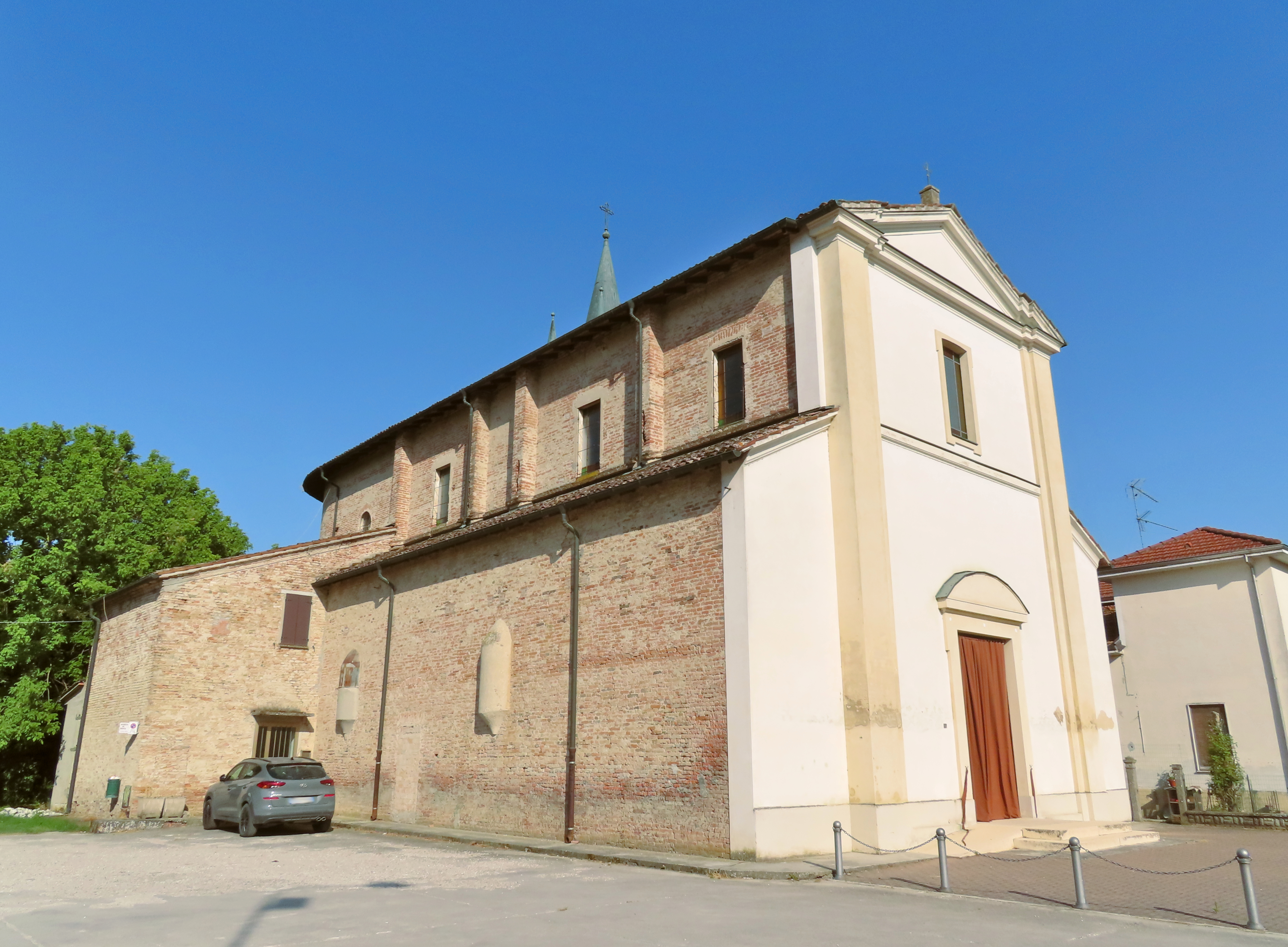
Facciata e lato nord

Presenta una simmetrica facciata a salienti realizzata in muratura intonacata, suddivisa da due paraste. Lo spazio centrale è inframmezzato da un cornicione centrale, al di sopra di esso quale è posizionata una finestra rettangolare sormontata da un frontone triangolare. È presente Il portale d'accesso contornato da una cornice in aggetto e sovrastato da un piccolo frontone circolare. Sul lato destro della chiesa, in posizione arretrata, aggetta il campanile. La torre realizzata in laterizio a vista è delimitata sugli spigoli da lesene e si sviluppa su due livelli suddivisi da una fascia marcapiano. La cella campanaria si affaccia sui quattro lati per mezzo di bifore ed è sovrastata da un terrazzo con ringhiera intervallata da quattro piccole cuspidi angolari. Al centro del terrazzo è posizionata una grande cuspide conica. Sul prospetto principale della torre è presente un orologio.

### Interno
L'interno presenta un'unica navata con presbiterio rialzato e abside semicircolare emergente.
L'aula di forma rettangolare è delimitata da due file di pilastri che sorreggono archi semicircolari. Delimitate dai pilastri, si aprono su ogni fianco tre cappelle laterali. A destra e sinistra del presbiterio, si trovano due ulteriori arcate tamponate. L'interno dell'edificio è chiuso da una volta a botte lunettata. Solo sulla volta del presbiterio sono ancora visibili le originarie decorazioni pittoriche.